# Historia de la teoría atómica

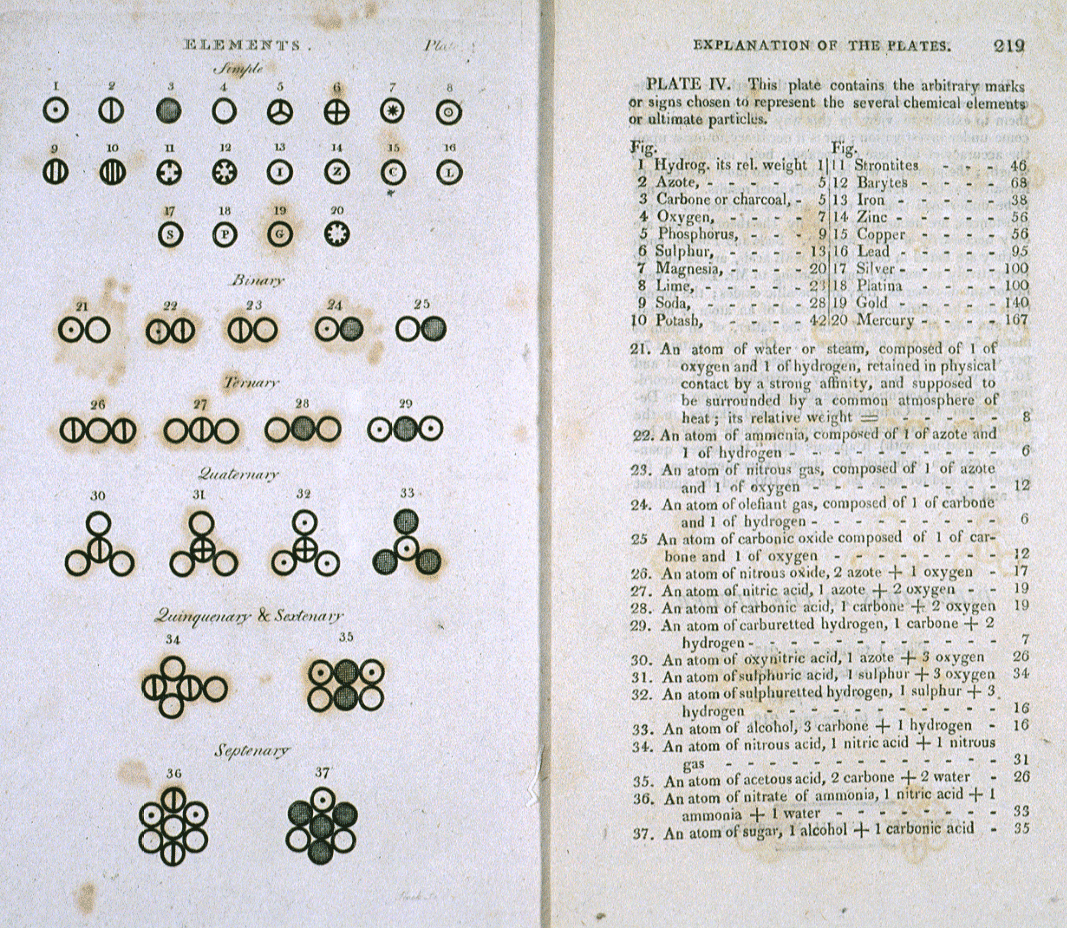
Tabla de elementos químicos de John Dalton en su trabajo A new system of chemical philosophy (1808). Este fue uno de los primeros trabajos que explicaron y a través de fuentes, se fundamenta para dar origen a un modelo correcto que es usado en la actualidad. Esas investigaciones sirvieron para el posterior trabajo de Dimitri Ivanovich Mendeleev.

La teoría de la naturaleza de la materia que afirma que está compuesta por pequeñas partículas llamadas átomos, comenzó en tiempos remotos, aproximadamente en el siglo VI a. C.
Los vaisesika y los nyaya desarrollaron elaboradas teorías de cómo los átomos se combinaban en objetos complejos.
Los griegos continuaron con su búsqueda, pero a diferencia de otros, estos no querían explicar la estructura interna, sino el cambio y la permanencia. La teoría atómica fue abandonada durante mucho tiempo y no se restauró su investigación hasta el Renacimiento y sus siglos posteriores, cuando se plantearon las bases de lo que hoy se considera es el correcto modelo atómico, introducido por John Dalton.
Antes del modelo atómico, existieron gran cantidad de modelos para tratar de explicar la materia como el modelo cinético de Daniel Bernoulli, y en el siglo XX el modelo cinético de partículas o molecular que intentaba, mayoritariamente, explicar el comportamiento de los gases a través de ciertos supuestos.
Asimismo, surgieron teorías que ayudaron a explicar dichos modelos como la ley de Avogadro y el movimiento browniano.
La falta de solidez del modelo de partículas para explicar algunos fenómenos obligó a los científicos a modificar la idea de que la materia estaba constituida por partículas con la única propiedad de tener masa. En la actualidad, el modelo más aceptado es el modelo atómico, según el cual los componentes fundamentales de la materia tienen otras propiedades que permiten explicar dichos fenómenos.
La creación de este modelo permitió la apertura de nuevas ramas de estudio como la fuerza nuclear y la fuerza atómica; de igual forma, se dio lugar a nuevos avances que permitieron incrementar el saber humano como la tabla periódica de los elementos hecha por Dimitri Ivanovich Mendeleev y que anteriormente había tenido predecesores que no fueron tan aceptados debido a los argumentos que sostenían.
Actualmente, el objetivo de la teoría atómica es cooperar con la interpretación de la composición, propiedades, estructura y transformaciones del universo, pero para hacer todo se empezó desde lo más simple y eso son los átomos, que hoy se conocen gracias a esas teorías enunciadas a lo largo de la historia. Estas teorías que tanto significan para la química se estudiaron con precisión y dejaron un legado.

## Antecedentes

### Los primeros modelos

#### El pensamiento en la India
Los primeros modelos que trataron de explicar cómo estaba compuesta la materia surgieron en los últimos siglos a. C. en la Antigua India, en los vaisesika y los niaiá, apareciendo en la religión yainista.
El primer filósofo que formuló ideas sobre el átomo de una manera sistemática fue Kanada.
Pakudha Katyayana, que también vivió en el siglo VI a. C., fue otro filósofo que propuso ideas sobre la constitución atómica del mundo material.
Los atomistas indios creían que el átomo podría ser uno de hasta seis o siete elementos, y que cada uno de ellos poseía hasta 24 propiedades. Desarrollaron detalladas teorías sobre cómo podrían combinarse los átomos, reaccionar, vibrar, moverse, y realizar otras acciones primordiales. Tenían teorías muy elaboradas sobre cómo se combinaban los átomos, pues decían que estos se unían primero por parejas, pero después se agrupaban en tríos de pares, que son las unidades visibles más pequeñas de la materia (electrón, neutrón y protón).
También habían concebido la posibilidad de partir un átomo. Con el tiempo, sus ideas fueron desechadas por algunas personas, pero en cambio en otras, fue una inspiración para continuar con la investigación.

#### El pensamiento en Grecia

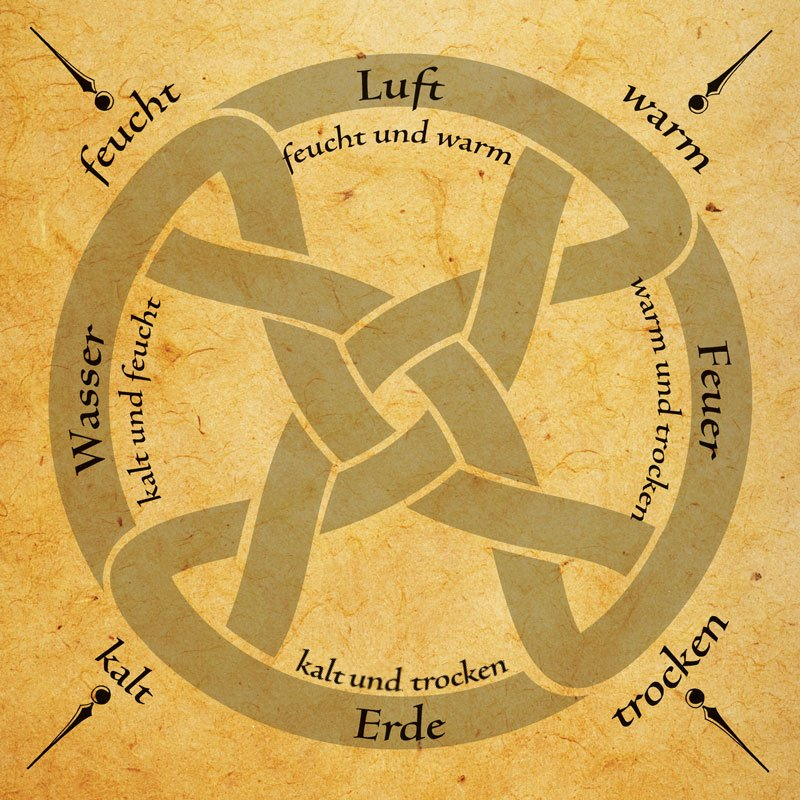
Recreación del cuadro aristotélico de los cuatro «elementos», junto con la oposición de sus propiedades.

En los griegos, uno de los primeros filósofos en dar respuesta a cómo estaba constituida la materia fue Tales de Mileto. Él propuso que la materia básica o «elemento» que formaba todas las cosas del universo era el agua, ya que de todas las sustancias es la que parece encontrarse en mayor cantidad. El agua rodea la Tierra, impregna la atmósfera en forma de vapor, corre a través de los continentes, y la vida tal como la conocemos sería imposible sin ella. Anaxímenes (585-524 a. C.), otro filósofo griego de la ciudad de Mileto, propuso que el aire era esa sustancia elemental.
Heráclito, de la ciudad de Éfeso, pensaba que lo que caracterizaba todo en el Universo era el constante cambio y pensó que la «sustancia» que mejor se adecuaba y describía esto era el fuego.
Empédocles (490-439 a. C.), nacido en Sicilia, pensó que la respuesta a esta pregunta no era un solo «elemento», sino todos los que ya se habían propuesto: el agua, el aire, el fuego y agregó un cuarto «elemento»; la tierra. Aseguraba que cada «elemento» tenía un lugar en el orden del Universo; en la parte superior estaba el fuego, después el aire, el agua y por último la tierra.
La búsqueda por tratar de definir lo que no se percibía de la materia continuó por Aristóteles, cuyas ideas ganaron el mundo europeo occidental durante más de 2000 años. Él pensaba que los «elementos» a los que se refería Empédocles eran combinaciones de dos pares de propiedades opuestas: frío y calor; humedad y sequedad. Estas propiedades podían combinarse entre sí excepto con sus opuestos, de tal manera que podían formarse cuatro parejas distintas, cada una de las cuales daba origen a un «elemento» distinto: calor y sequedad originan el fuego; calor y humedad, el aire; frío sequedad, la tierra; y frío y humedad, el agua.
Aristóteles también pensaba que los cielos estaban formados por un «quinto elemento», al que llamó éter.
Consideró que el éter era perfecto, eterno e inmutable, lo que hacía distinto de los cuatro elementos imperfectos de la Tierra. Sin embargo, Aristóteles no consideraba que cada uno de los «elementos» propuestos fuera igual a las sustancias que les daban nombre y existían en la realidad. Por ejemplo, el agua, como elementos, no era la que se podía tocar en el río o la lluvia. Consideraba que la experiencia sensorial era el mejor camino para conocer el mundo, y por ello escogió dos pares de la cualidades sensibles (caliente-frío y húmedo-seco) para explicar el origen de los elementos primarios. Este planteamiento explicaba fácilmente el cambio entre una sustancia y otra por lo que fue ampliamente aceptado por los alquimistas. Por eso es importante aclarar que cuando Aristóteles decía, por ejemplo «agua» se refería a cualquier material que sensorialmente produjera frío y húmedo. Cabe aclarar que la idea de «elemento» que tenían los antiguos griegos no es la misma que se utiliza hoy en química. En la Antigüedad se pensaba que los elementos eran «principios» que mediante cambios originaban todas las cosas. Actualmente se sabe que el agua está formada por átomos de hidrógeno y oxígeno; la tierra es una mezcla de diferentes sustancias de casi todos los elementos químicos conocidos; el aire es una mezcla de diferentes gases de diferentes elementos, y el fuego es una de las manifestaciones de la energía que se genera al producirse una reacción química (acompañado de la liberación de luz y calor).

### El modelo cinético molecular

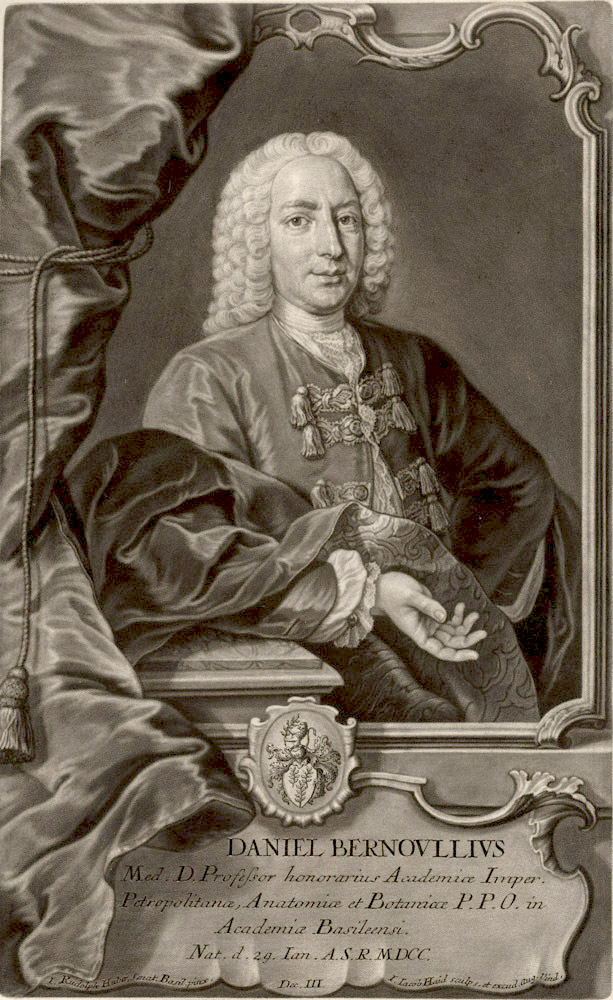
Daniel Bernoulli, posible creador del modelo cinético de la materia.

La información que se puede obtener de la materia está limitada a la observación y medición de algunas de sus propiedades como son su volumen, masa, temperatura, color, entre otros. Para explicar las propiedades que se observan de la materia se propuso el modelo cinético molecular o modelo cinético corpuscular, que requirió mucha imaginación, ya que establecía que las partículas que forman la materia son tan pequeñas que eran invisibles para el ojo humano. Este modelo cambió con el tiempo y pretendía explicar tanto las propiedades macroscópicas como las microscópicas de la materia.
El modelo cinético de la materia surgió a principios del siglo XVIII, cuando el matemático suizo Daniel Bernoulli empleó el modelo de una esfera rígida para representar a las partículas que forman la materia.
Sin embargo, esta idea ―así como la existencia de los átomos y las moléculas― no fue aceptada durante mucho tiempo. Años más tarde, en 1811, asumiendo que los gases estaban constituidos por partículas, el italiano Amadeo Avogadro propuso lo que actualmente se conoce como la Ley de Avogadro en la que argumentaba:

Si tomamos dos o más gases, cuales quiera que estos sean, los combinamos en recipientes de igual volumen, y los mantenemos en iguales condiciones, el número de partículas de todos estos gases es el mismo.
Avogadro

Durante las décadas de 1860 y 1870, el escocés James C. Maxwell y el austriaco Ludwig Boltzmann desarrollaron la idea de que un gas está constituido por muchísimos átomos o moléculas, que pueden considerarse pequeñas esferas duras en movimiento continuo que colisionan entre sí y contra las paredes del recipiente que lo contiene. La importancia de estas ideas fue que el comportamiento de un gas podía ser explicado aplicando las leyes de Newton a las moléculas.
En 1872, Boltzmann sentó las bases de lo que hoy se conoce como teoría cinética moderna.
Su aporte fue tan importante que los resultados de su teoría todavía siguen vigentes, aunque transcurrieron muchos años antes de que estos fueran conocidos. Él pasó los últimos años de sus vida tratando de convencer a quienes se oponían a las teorías microscópicas de la materia. Enfermo y desanimado por la continua oposición de muchos científicos a su teoría, se suicidó en 1906, ignorando el trabajo que unos meses antes Albert Einstein había publicado acerca del movimiento de partículas en un fluido y que probaba la existencia de átomos.
Einstein estudió las observaciones de un botánico inglés llamado Robert Brown, quien en 1827 había descubierto el fenómeno del movimiento browniano al observar que un grano de polen en suspensión en un líquido presentaba un continuo movimiento al azar. Pasaron muchos años sin que se encontrara una explicación adecuada de este fenómeno, hasta que Albert Einstein hizo un estudio complejo y un análisis matemático. Propuso que el movimiento browniano se produce por el choque de las moléculas del líquido contra las partículas suspendidas en él y dedujo ecuaciones mediante las cuales estableció:

- El desplazamiento de las partículas en movimiento browniano debe aumentar si se eleva la temperatura.
- El desplazamiento de las partículas en movimiento browniano debe ser mayor si la partícula es menor.
- El desplazamiento de las partículas en movimiento browniano debe ser menor cuando la viscosidad del líquido es mayor.

Albert Einstein

## El modelo atómico de la materia
La historia del modelo atómico se puede dividir en tres etapas en que se propuso la existencia para comprender la composición de la materia: la primitiva; en la que surgieron las primeras ideas con el fin de dar una explicación crédula sobre cómo la materia estaba compuesta en su interior, la clásica; en la que se retomaron las primeras ideas surgidas años antes durante un período conocido como el Renacimiento donde científicos y expertos comenzaron debates e investigaciones por crear un modelo tanto creíble como verdadero, y la moderna; donde las ideas al fin se unificaron y dieron lugar al modelo aceptado hasta el día de hoy.

### La etapa primitiva

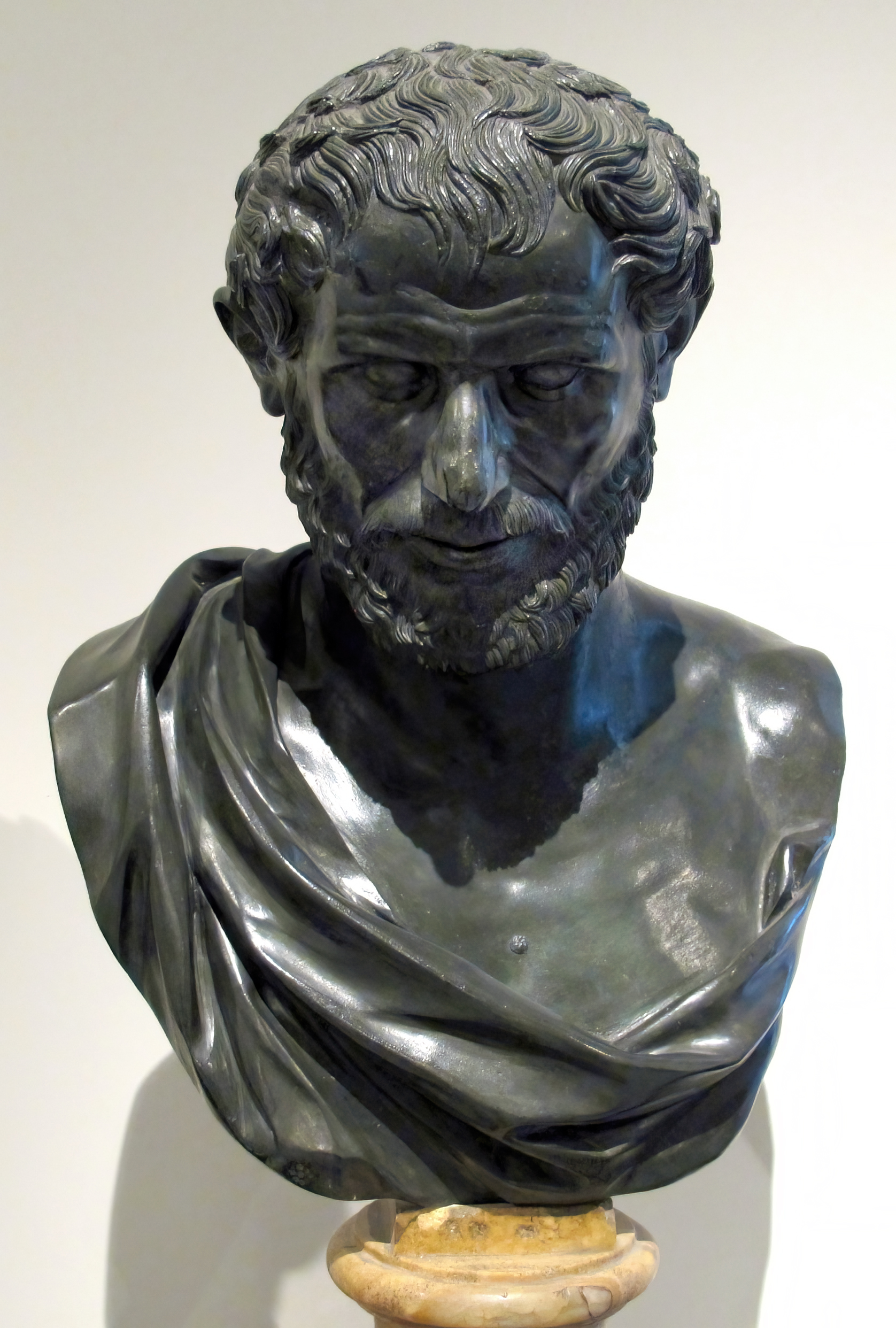
Busto de Demócrito

Las primeras ideas del modelo atómico surgieron del filósofo griego Leucipo y de su discípulo Demócrito; estos, definían una unidad fundamental de la composición de la materia.
Su razonamiento fue el siguiente:

Si tengo un trozo de materia —el que sea— y comienzo a partirlo en pedazos cada vez más pequeños y vuelvo a partir los pedazos que me queden una y otra vez, llegará el momento en que tenga partículas que ya no se podrán partir más.

A estas partículas les dieron el nombre de átomos (Griego: ἄτομος), palabra que se traduce como «indivisible». Así, todo está formado por átomos. Las cosas difieren por los átomos que las constituyen y por la manera en que estos están arreglados. Es importante aclarar que el objetivo de los filósofos griegos de la Antigüedad no era explicar la estructura interna de la materia, sino el cambio y la permanencia. A ellos les intrigaba el hecho de que las cosas cambiaran constantemente y sin embargo el cosmos pareciera siempre el mismo, o que un mismo objeto o ser cambiara pero no dejara de ser el mismo: «como el ser humano que ha cambiado desde que nace, pero que sigue siendo el mismo». Así, los atomistas griegos propusieron que en el Universo algo siempre permanecía: los átomos, y que los cambios se referían a las combinaciones de estos.
La teoría atómica fue abandonada durante siglos porque incluía la idea de que entre los átomos solo hay vacío, es decir, nada. De acuerdo con los atomistas, las cosas están hechas de átomos y vacío.

### La etapa clásica

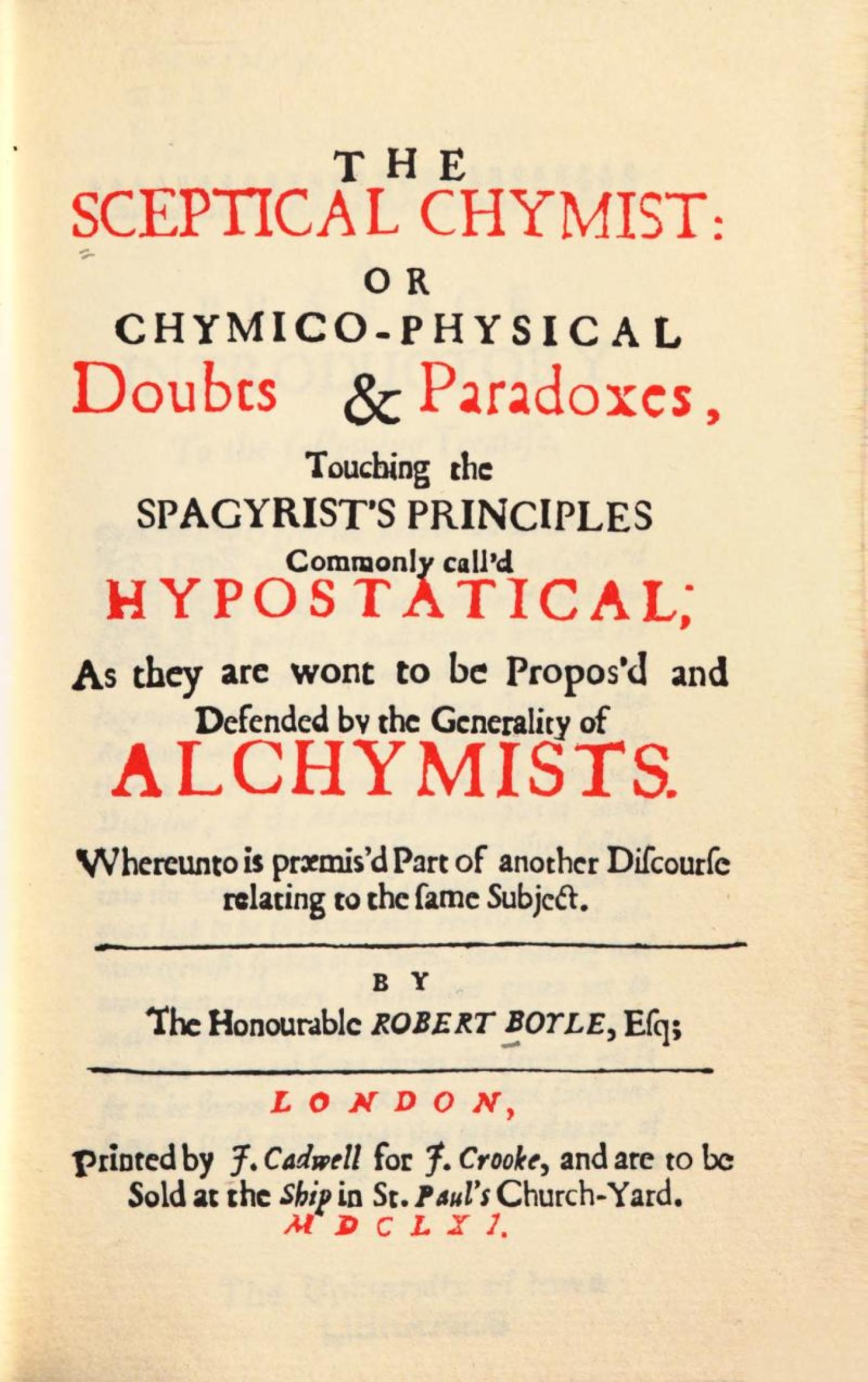
El químico escéptico, o Dudas y paradojas químico-físicas, libro escrito por Robert Boyle en el que presenta la hipótesis de que la materia está formada por átomos y agrupaciones de átomos en movimiento, y que cada fenómeno es el resultado de colisiones entre estas partículas.

Para algunos filósofos, entre ellos Aristóteles y Platón, pensar en la existencia del vacío iba en contra de su propia lógica. Con el surgimiento del método científico propuesto por Galileo y el de las leyes de Newton, en los siglos XVII y XVIII respectivamente, se retomó la idea del átomo como partícula fundamental constituyente de la materia. Así surgió la etapa clásica de la historia de la composición de la materia, durante la cual se estableció el modelo de partículas.
Para llegar al concepto de lo que se conoce, el modelo sobre la estructura de la materia evolucionó. En su obra El químico escéptico (1660), Robert Boyle fue el primero en establecer el criterio moderno por el cual se define un elemento: una sustancia que puede combinarse con otros elementos para formar compuestos y que no puede descomponerse en una sustancia más simple. Sin embargo, Boyle conservaba aún cierta perspectiva antigua acerca de los elementos. Por ejemplo, creía que el oro no era un elemento y que podía formarse de algún modo a partir de otros metales. Las mismas ideas compartía su contemporáneo Isaac Newton, quien dedicó gran parte de su vida a la alquimia. Newton tuvo en mente el concepto de átomo en sus trabajos de Física, específicamente en óptica.
A finales del siglo XVIII, dos leyes sobre las reacciones químicas surgieron sin hacer referencia a la noción de una teoría atómica. La primera fue la ley de conservación de la materia formulada por Antoine Lavoisier en 1789, en la que establecía que en toda reacción química la masa se conserva, es decir, la masa consumida de los reactivos es igual a la masa obtenida de los productos. La segunda fue la ley de las proporciones constantes, una de las observaciones fundamentales de la química moderna hecha por Louis Proust, donde argumenta que cuando se combinan dos o más elementos para dar un determinado compuesto, siempre lo hacen en una relación de masas constantes.
El científico inglés John Dalton basado en sus trabajos siguientes y en sus propios experimentos, desarrolló una teoría atómica en la cual proponía que cada elemento químico estaba compuesto de un único átomo, y aunque no pueden ser alterados o destruidos por medios químicos, estos pueden combinarse para formar estructuras más complejas (compuestos químicos). Esto marcó la primera teoría científica verdadera del átomo, desde que Dalton llegó a sus conclusiones mediante la experimentación y el examen de sus resultados de una manera empírica. No está claro hasta qué punto su teoría atómica podría haber sido inspirada por las ideas anteriores. Dalton creía que la teoría atómica podría explicar porqué el agua absorbía diferentes gases en diferentes proporciones, hipotetizando que esto se debe a las diferencias en la masa y a la complejidad de las partículas de los gases.
Dalton fue el primero en preguntarse por el valor de la masa de los átomos y la midió indirectamente. No disponía de una báscula que midiera la masa de los átomos, por lo que utilizó métodos indirectos, que consistieron en combinar elementos para formar compuestos. Dalton se dio cuenta de que los elementos siempre se combinan en las mismas proporciones para formar un mismo compuesto y concluyó que las cantidades de dichos elementos pueden reducirse a números enteros sencillos. Haciendo comparaciones entre distintos elementos y las proporciones que guardan en diversos compuestos, Dalton descubrió que los átomos de hidrógeno tienen la masa más pequeña. Así, tomando como unidad la masa del átomo del hidrógeno, asignó la masa atómica de otros elementos conocidos en esa época.